# Predsednik Združenih arabskih emiratov
Predsednik Združenih arabskih emiratov, ali Ra'īs (arabsko رَئِـيْـس), je vodja države Združenih arabskih emiratov (ZAE). Predsednika in podpredsednika izvoli Zvezni vrhovni svet vsakih pet let. Čeprav predsednika vlade ZAE uradno imenuje predsednik, vsak podpredsednik ZAE hkrati opravlja funkcijo predsednika vlade. Običajno predseduje šejk iz emirata Abu Dabi, šejk iz emirata Dubaj pa podpredsedništvo in premierstvo.
Šejk Zayed bin Sultan Al Nahyan je bil ustanovni oče ZAE in zaslužen za združitev sedmih emiratov v eno državo. Bil je prvi predsednik ZAE od ustanovitve države do svoje smrti 2. novembra 2004. Naslednji dan je zvezni vrhovni svet na to mesto izvolil njegovega sina šejka Kalifo bin Zajeda Al Nahjana. Predsednik je tudi vrhovni poveljnik oboroženih sil ZAE.

## Seznam predsednikov (od 1971 do danes)
| #  | Portret | Ime (Rojstvo – smrt)                                                  | Mandat           | Mandat                  | Mandat          |
| #  | Portret | Ime (Rojstvo – smrt)                                                  | Začetek          | Konec                   | Dolžina         |
| -- | ------- | --------------------------------------------------------------------- | ---------------- | ----------------------- | --------------- |
| 1. |         | Zajed bin Sultan Al Nahjan زايد بن سلطان آل نهيان (1918–2004)         | 2. december 1971 | 2. november 2004 (umrl) | 32 let, 336 dni |
|    |         |                                                                       |                  |                         |                 |
| -  |         | Maktoum bin Rašid Al Maktoum مكتوم بن راشد آل مكتوم (1943–2006) v. d. | 2. november 2004 | 3. november 2004        | 1 dan           |
| 2. |         | Khalifa bin Zajed Al Nahjan خليفة بن زايد آل نهيان (1948–)            | 3. november 2004 | poteka                  | 20 let, 137 dni |

## Insignija
- Standard predsednika, 1973 do 2008.
- Standard predsednika, 2008 do danes.